# Clatrodes squaleralis
Clatrodes squaleralis is een vlinder uit de familie grasmotten (Crambidae). De wetenschappelijke naam van deze soort is voor het eerst geldig gepubliceerd in 1953 door Marion & Viette.
De soort komt voor in tropisch Afrika.